# ボーンズ (企業)
ボーンズ株式会社（英: Bourns KK）は、大阪府吹田市に本社を置く企業。旧商号は株式会社小松ライト製作所。

## 概要
コネクタやミニブレーカー、光ピックアップ等のプラスチック成型加工を行う。2007年（平成19年）9月に投資ファンドのトライハード・インベストメンツから出資を受けた。2014年12月にen:Bourns, Inc.のグループとなり、2016年10月に株式会社小松ライト製作所からボーンズ株式会社に商号変更した。

## 沿革
- 1946年1月 - 藤井二郎がベークライトの成形加工として創業
- 1949年2月 - 株式会社小松ライト製作所として設立
- 1961年1月 - 射出成形機を導入
- 1963年3月 - 金型の製作を開始（小松技研の前身）
- 1967年5月 - 株式会社小松ライト製作所（福井）を設立
- 1970年4月 - 徳島工場完成
- 1975年8月 - 藤井二郎に代わり藤井良昭が社長に就任
- 1979年1月 - 金型工場を株式会社小松技研として分離独立
- 1981年4月 - 岡山工場完成
- 1983年3月 - 本社・株式会社小松技研ともに東御旅町へ移転拡大
- 1985年6月 - 滋賀工場完成
- 1986年11月 - シンガポール工場完成
- 1994年1月 - KEOS金型完成
- 1995年12月 - 岡山工場　無人成形工場完成
- 2000年9月 - 吹田市西御旅町に本社・営業を移転し、本社工場を設立
- 2001年11月 - 蘇州小松精密電子有限公司開業
- 2002年11月 - 東京営業所開業
- 2003年4月 - ミニブレーカ事業開始
- 2004年4月 - プラレンズ事業開始
- 2006年3月 - カメラモジュール事業開始
- 2007年10月 - 深井英樹が社長に就任
- 2007年11月 - 耐熱プラレンズ生産開始
- 2008年10月 - 子会社を吸収合併　（以下５社） 
  - 株式会社小松技研
  - 株式会社小松ライト製作所　（福井）
  - 株式会社徳島小松ライト製作所
  - ケイエル電子工業株式会社
  - 株式会社エスパイン
- 2014年（平成26年）12月 - Bourns Inc.のグループ会社となる（ディビジョン名は、Komatsulite Division）
- 2016年（平成28年）10月3日 - ボーンズ株式会社に商号変更[4]
- 2022年（令和4年）2月 - 新本社ビル完成[5]

## 主要製品
ブレーカー
- 内蔵のセラミックPTCの発熱により遮断状態を保持する「自己保持タイプ」のブレーカーでノートブックPCやスマートフォンで利用されている
- LCシリーズはローコストタイプ、HCシリーズはセル高容量タイプ、SSシリーズは業界最小クラスのブレーカー

LED照明
- 国産LEDチップを使用しカスタマイズに対応可能でAC100V直結タイプとAC100V～AC240V外部電源タイプを取扱

## 事業所
- 本社/営業本部/大阪工場/金型工場 大阪府吹田市西御旅町1-1
- 東京営業所 東京都港区芝5-31-7-902
- 岡山工場 岡山県久米郡美咲町打穴西537
- 滋賀工場 滋賀県東近江市山上町2192
- 福井工場 福井県あわら市布目21字9
- 徳島工場 徳島県阿南市上中町中原203

## その他
- 2009年 2009卒入社予定者21名の内定を取り消しし、厚生労働省により企業名を公表される[6]。
- 2010年（平成22年）10月5日〜2010年（平成22年）10月9日の幕張メッセで行われたシーテックジャパンに出展。